# Максимова, Тамара Вениаминовна
Тамара Вениаминовна Максимова (род. 10 декабря 1945) — советская и российская телеведущая, тележурналистка, телепродюсер, актриса.
Бывший художественный руководитель телекомпании «ТВ-Нева».

## Биография
Родилась в Каунасе 10 декабря 1945 года.
Окончила филологический факультет Ленинградского педагогического института имени Герцена.
На телевидении работает с 1967 года. Вместе с Владимиром Максимовым — создатели и основатели первых на советском телевидении жанров:
- телеигра («Один за всех и все за одного» ЦТ, ЛенТВ, 1968—1975);
- телемост (телеигра «Янтарный ключ» для Ленинграда, Риги, Вильнюса, Таллина, 1975—1980);
- телешоу («Музыкальный ринг» ЦТ, ЛенТВ, РТР — 1983—2000);
- специальный репортаж («Телекурьер» ЛенТВ, 1982—1991);
- телемарафон (три 24-часовых телемарафона ЦТ, ЛенТВ — «Детский», «Чернобыль», «Возрождение»);
- политшоу («Встреча нового политического года» 1-й канал Останкино, 1993 год)[2][3].

Кроме этого, ими созданы телесериалы: фермерское шоу «Кто с нами?!» (ЦТ, 1992); «5 минут о хорошей жизни» (спецрепортаж, РТР, 1994); «Непобедимые» (военные истории, ОРТ, 1995); «Вкус к жизни» (развлекательно-познавательное шоу, ЛенТВ, 1995).
В 1989 году они основали первую в стране частную независимую телекомпанию «ТВ-Нева».
В настоящее время проживает с семьёй на Кипре.

## Семья
Муж — Владимир Евсеевич Максимов (род. 1946), журналист, телепродюсер, автор и продюсер программ «Музыкальный ринг» и «Общественное мнение», первых советских телемарафонов, сериалов «Вкус к жизни», «Кто с нами».
- Дочь — Максимова, Анастасия Владимировна[4] (род. 1977), российская оперная певица, солистка Мариинского театра, телеведущая, композитор, автор песен, музыкальный продюсер. Закончила эстрадное отделение училища им. М. Н. Мусоргского и Санкт-Петербургскую консерваторию (экстерном). Лауреат международного фестиваля Music Open Pafos (Кипр) и международного фестиваля Noumen art Fest.
  - Внучка — Алиса Гонсалес Моро (род. 2007)

## Награды
- Премия Союза журналистов СССР за создание популярных программ «Музыкальный ринг», «Общественное мнение», «Телекурьер».

## Интересный факт
- 7 января 1989 года во время эфира программы Тамара Максимова поздравила телезрителей с Рождеством. За это ей был объявлен строгий выговор[5].